# Vitmantlad barbett
Vitmantlad barbett (Capito hypoleucus) är en fågel i familjen amerikanska barbetter inom ordningen hackspettartade fåglar, endemisk för Colombia.

## Utseende och läten
Vitmantlad barbett är en kraftig och korthalsad fågel med en kroppslängd på 19 centimeter. Pannan är scharlakansröd, medan både baksidan av huvudet och manteln är svartvitfärgad. Huvudets sidor och resten av ovansidan är blåsvart. Den kraftiga näbben är gulvit med blå spets. Undertill är den vit på strupen och övre delen av bröstet med ett diffust beige bröstband. Resten av undersidan är gulvit, på flankerna mer gulaktig. Lätet är ett djupt kvackande som upprepas under långa perioder.

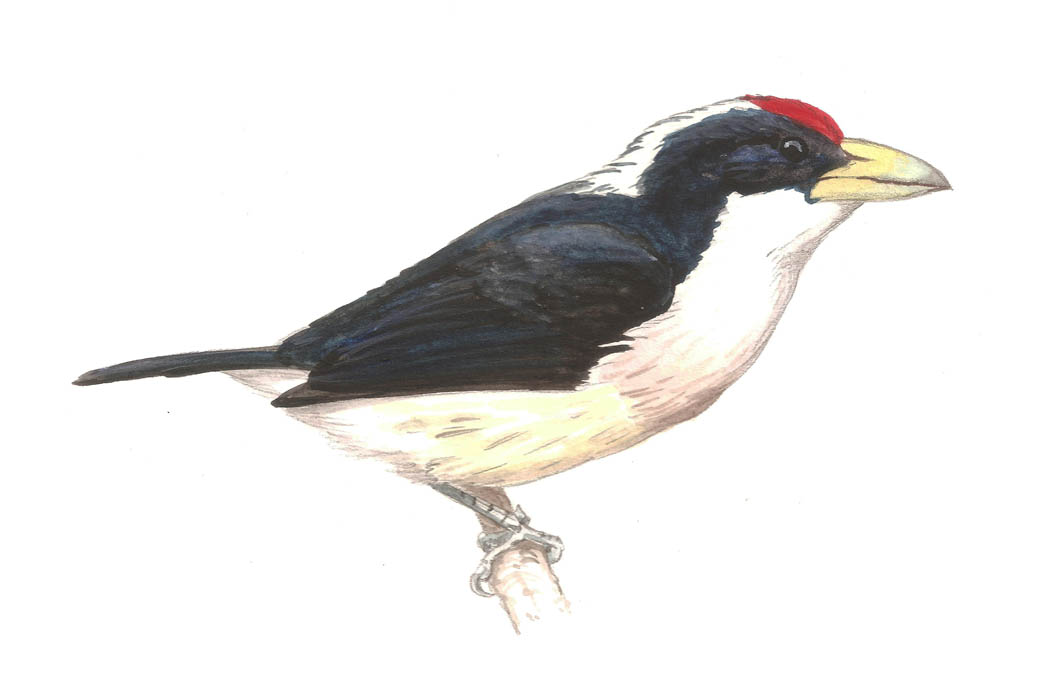

## Utbredning och systematik
Vitmantlad barbett förekommer enbart i Colombia och delas in i tre underarter med följande utbredning:
- Capito hypoleucus hypoleucus – förekommer i centrala Anderna i nordvästra Colombia (Bolivar till Antioquia)
- Capito hypoleucus carrikeri – förekommer i norra och centrala Colombia (Boteroområdet)
- Capito hypoleucus extinctus – förekommer i Colombia (Magdalena Valley i Caldas, Cundinamarca, Tolima)

## Levnadssätt

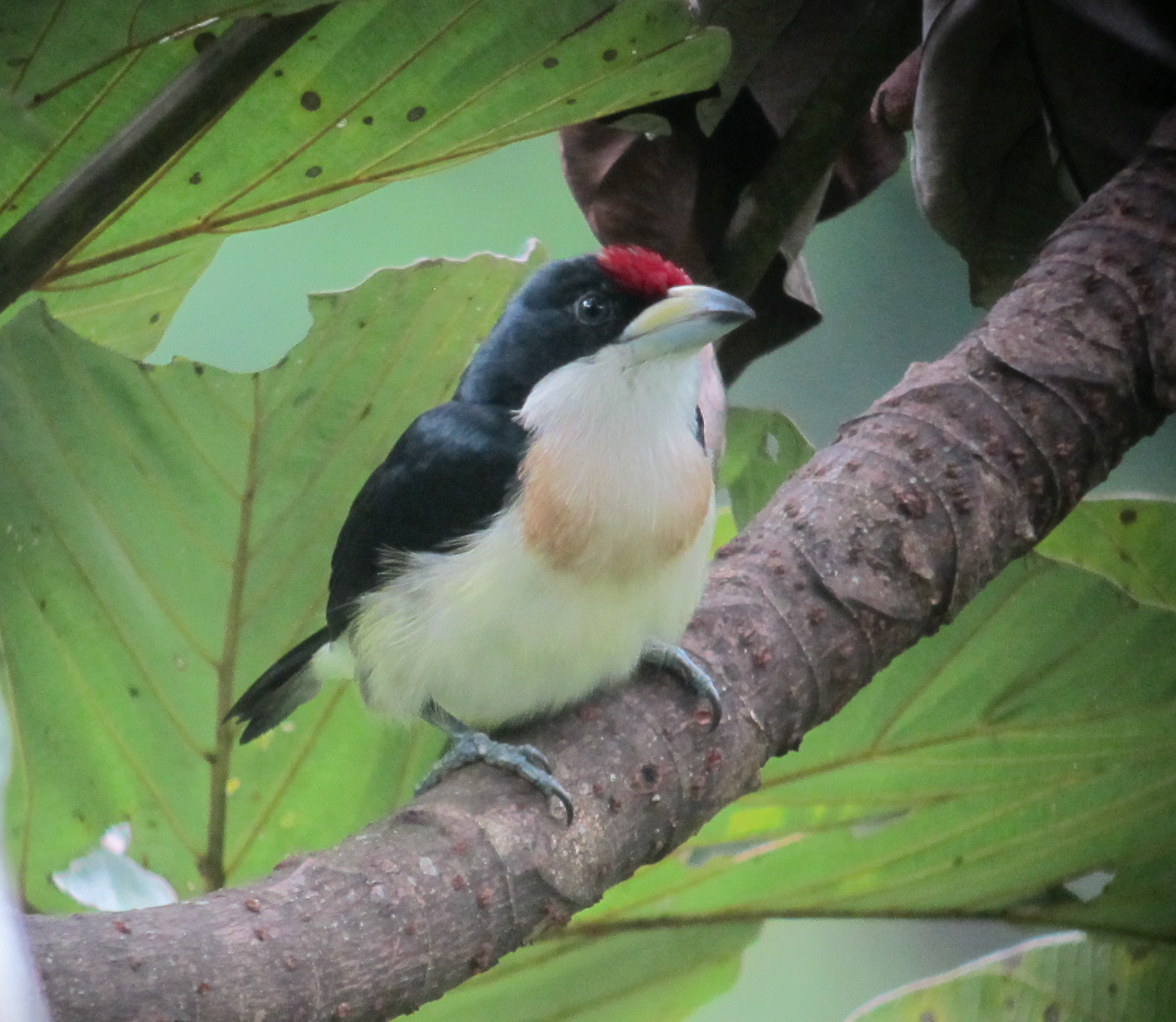

Arten bebor lägre fuktiga bergsskogar och galleriskog mellan 350 och 2 000 meters höjd, både i urskog och skog påverkad av skogsbruk, tillfälligtvis även i mer mosaikartat skogslandskap med inslag av kaffeodlingar och betesmarker, men tros vara beroende av tillgång på någon form av opåverkad skog. Fågeln födosöker ofta nomadiskt beroende på frukttillgång, men den lever även av frön och insekter. Häckning har konstaterats under perioden slutet av april till början av september.

## Status och hot
Arten har ett stort utbredningsområde, men tros minska i antal, dock inte tillräckligt kraftigt för att den ska betraktas som hotad. Internationella naturvårdsunionen IUCN listar arten som livskraftig (LC). Beståndet uppskattas till mellan 10 000 och 20 000 vuxna individer.